# Illyés Sándor
Illyés Sándor (Rákosliget, 1934. május 16. – Budapest, 2001. október 4.) magyar gyógypedagógus, pszichológus, egyetemi tanár. A Magyarországi Szociális Szakembereket Képző Iskolák és Oktatók Egyesületének (Iskolaszövetség) első elnöke.

## Élete
Apja Illyés Sándor (1901–1955), a Fővárosi Elektromos Művek tisztviselője, majd az Erőművek Ipari Központjának osztályvezetője, anyja Schöller Szidónia volt. Felsőfokú tanulmányait a Bárczi Gusztáv Gyógypedagógiai Tanárképző Főiskola gyógypedagógiai tanár szakán kezdte, itt gyógypedagógiai tanári, majd az Eötvös Loránd Tudományegyetem Bölcsészettudományi Karának pszichológia szakán klinikai pszichológus diplomát szerzett. Első munkahelye 1957-ben a Gyógypedagógiai Tanárképző Főiskola volt, ahol ezután haláláig tevékenykedett. Közben 1984 és 1988 között az ELTE BTK Pszichológiai Intézetének vezetői posztját is betöltötte, valamint 1990 és 1993 között a Bécsi Egyetem alkalmazott pszichológiai tanszékén meghívott professzorként oktatott. 1981-ben a Gyógypedagógiai Tanárképző Főiskola Gyógypedagógiai Pszichológiai Intézetének önálló szervezeti egységeként működő Kutató Laboratórium vezetője lett.
1988-tól kezdve egyetemi tanári kinevezést kapott. Oktatói tevékenysége számos témát felölelt. A Bárczi Gusztáv Gyógypedagógiai Tanárképző Főiskolán többféle pszichológiai tantárgyat is oktatott, többek között általános lélektant, személyiség-lélektant, pedagógiai pszichológiát, gyógypedagógiai pszichológiát, szociálpszichológiát. Az ELTE BTK pszichológia szakán oktatott témái a szenzomotoros organizáció, akarat- és a mozgásszerveződés voltak. Több tantárgy kidolgozása is az ő nevéhez fűződik: 1963-tól a gyógypedagógiai lélektan, 1967-től a gyógypedagógiai pedagógiai pszichológia és 1976-tól a gyógypedagógiai alapismeretek a pedagógusképzésben.
Főbb kutatási területe 1963 és 1984 között a mozgásszabályozás volt, később a Társadalmi Beilleszkedési Zavarok kutatási program szocializációs kérdésekkel foglalkozó csoportjának vezetője lett. Az oktatásfejlesztés területén is meghatározó szerepet játszottak elgondolásai. 1963 és 1989 között a gyógypedagógiai képzési reformokban vett részt, 1963-tól 1990-ig a pszichológia és a gyógypedagógiai pszichológia tantárgyi struktúrájának és oktatás szervezetének fejlesztésében működött közre, 1989-től pedig a gyógypedagógus képzés korszerűsítése és a szociális munkás képzés megindításában működött közre.
Illyés Sándor az oktatói és kutatói tevékenysége mellett számos közéleti funkciót is betöltött. Közéletben betöltött pozíciói: 1978-tól 1995-ig a Magyar Tudományos Akadémia Tudományos Minősítő Bizottsága (TMB) Pszichológiai Szakbizottságának titkára, majd elnöke volt. 1988 és 1992 között a Főigazgatói Konferencia választott elnöke. 1989 és 1993 között a Magyar Pszichológus Kamara választott elnöke. 1993-tól Országos Köznevelési Tanács választott elnöke. 1994-től MTA Pszichológiai Bizottság társelnöke, majd elnöke. 1994 és 1998 között az Országos Akkreditációs Bizottság tagja és a Pedagógiai-Pszichológiai Szakbizottság elnöki pozícióját töltötte be. 1997-től az Oktatási Minisztérium főiskolai pályázatos kutatások zsűrijének elnöke lett.
A közéleti tevékenységekben betöltött szerepei és az oktatói tevékenységek mellett számos kutatási projektben való részvétel is fűződik a nevéhez. 1963 és 1984 között a Tárcaszintű kutatási irányok a mozgásszabályozás területén elnevezésű kutatásban vett részt, melyből 1979-ben egyetemi doktori értekezést, 1987-ben kandidátusi értekezést írt. Kutató csoportot vezetett a társadalmi beilleszkedési zavarok kutatási főirányon belül, 1982 és 1987 között; valamint Nevelhetőség és általános iskola témakörben, 1983-tól 1988-ig. 1991–1995 között a „Tempus - Freiburg” projekt vezetése volt a feladata. Hét FEFA projekt vezetését is irányította 1992 és 1998 között. Országos képviselő 1996-tól az OECD sajátos nevelési szükséglet (SEN) projektjében. 1997-től a holland-magyar speciális nevelés projekt magyar vezetőjeként tevékenykedett.

## Díjai, elismerései
- Oktatásügy Kiváló dolgozója (1986)
- Kiváló Munkáért díj (1989)
- Felsőoktatási érdemérem (1992)
- Ranschburg Pál-emlékérem (1994)
- Pro Pszichológia emlékérem (1995)
- Európai Parlamenti szakértői oklevél (1996)
- Dr. Schnell János emlékérem (1997)
- Szent-Györgyi Albert-díj (1998)
- Trefort Ágoston-díj (2000)

## Publikációi (válogatás)
Illyés Sándor számos helyen és témában publikált, ezeknek a munkáknak a bibliográfiája megtalálható a Zsoldos Márta által szerkesztett In memoriam Illyés Sándor című munkában, amit az ELTE adott ki 2006-ban.

### Tudományos közleményeiből
- Illyés Sándor: Learning disabilities in Europe - Some basic issues. In: Vianello, R. (Ed.): Learning difficulties in Europe: Assessment and Treatment. Bergamo. Edizioni Junior. 1996. 37 - 44 p.
- Illyés Sándor: Learning difficulties in Europe - Assessment and Treatment. Changes in the Educational Viewpoints on the differences in Pupils. In.: Vianello, R. (Ed.): Learning difficulties in Europe: Assessment and Treatment. Bergamo. Edizioni Junior. 1996. 47 - 48 p.
- Illyés Sándor: Fogyatékosság, speciális nevelési szükséglet, differenciális pedagógiai. In: Tudomány sorozat, Gyógypedagógiai ismeretek a tanító- és óvodapedagógus képzésben. A Csokonai Vitéz Mihály Tanítóképző Főiskola kiadványai, Kaposvár, 1998. 7. szám.
- Illyés Sándor: Postavenie postihnuych l'udi v meniacom sa svete. In: Otvor sa Efeta. 1998/1. VIII. évf. 4 - 5 p.
- Illyés Sándor: Stages and views in the development of public education for children with special educational needs. In: Harriduslikud erivajadused 1998. Tratu. Tratu Ülikool. 1998. 20 - 22 p.
- Illyés S.: Másság és emberi minőség. Új Pedagógiai Szemle. 1999/1. 49. 3-10 p.
- Illyés S.: A fogyatékossággal élő ember az egészségtudomány szemléletében. Szociális munka 2000. Január-március 12. évf. 1. sz. 5-8. p.
- Illyés S.: A tanuló neveléstudomány. In Csapó Benő, Vidákovich Tibor (szerk.): Neveléstudomány az ezredfordulón. Nemzeti Tankönyvkiadó, Budapest. 2001. 435 p.

## Emlékezete
2006-ban a Magyar Tudomány Ünnepe alkalmából a Különös fejlődés – fejleszthetőség című konferenciát a szervezők, Zsoldos Márta és Csépe Valéria Illyés Sándor emlékének szentelték. Illyés Sándor interdiszciplináris munkásságát Hunyady György, az MTA levelező tagja méltatta.
Az ELTE pszichológiai, nevelés- és egészségtudományi szakkollégiumát róla nevezték el, ma Illyés Sándor Szakkollégium.